# Унтертілліях
Унтертілліях (нім. Untertilliach) — містечко й громада округу Лієнц в землі Тіроль, Австрія.
Унтертілліях лежить на висоті  1235 над рівнем моря і займає площу  36,3 км². Громада налічує 251 мешканців. 
Густота населення 7/км².  
Округ Лієнц, до якого належить Унтертілліях, називається також Східним Тіролем. Від основної частини землі, 
Західного Тіролю, його відділяє смуга Південного Тіролю, що належить Італії. 
|                                       |
| Унтертілліях на мапі округу та землі. |

 Адреса управління громади: Untertilliach 62a, 9943 Untertilliach.

## Виноски
1. ↑  Dauersiedlungsraum der Gemeinden Politischen Bezirke und Bundesländer - Gebietsstand 1.1.2018 — Статистичне управління Австрії.
2. ↑  Einwohnerzahl 1.1.2018 nach Gemeinden mit Status, Gebietsstand 1.1.2018 — Статистичне управління Австрії.
3. ↑   www.untertilliach.at